# مكافل برمودي
المكافل البرمودي (الاسم العلمي:Symbiodinium bermudense) هو نوع من الأسناخ الصبغية يتبع جنس المكافل من فصيلة المكافلات.